# جفت (نبات)

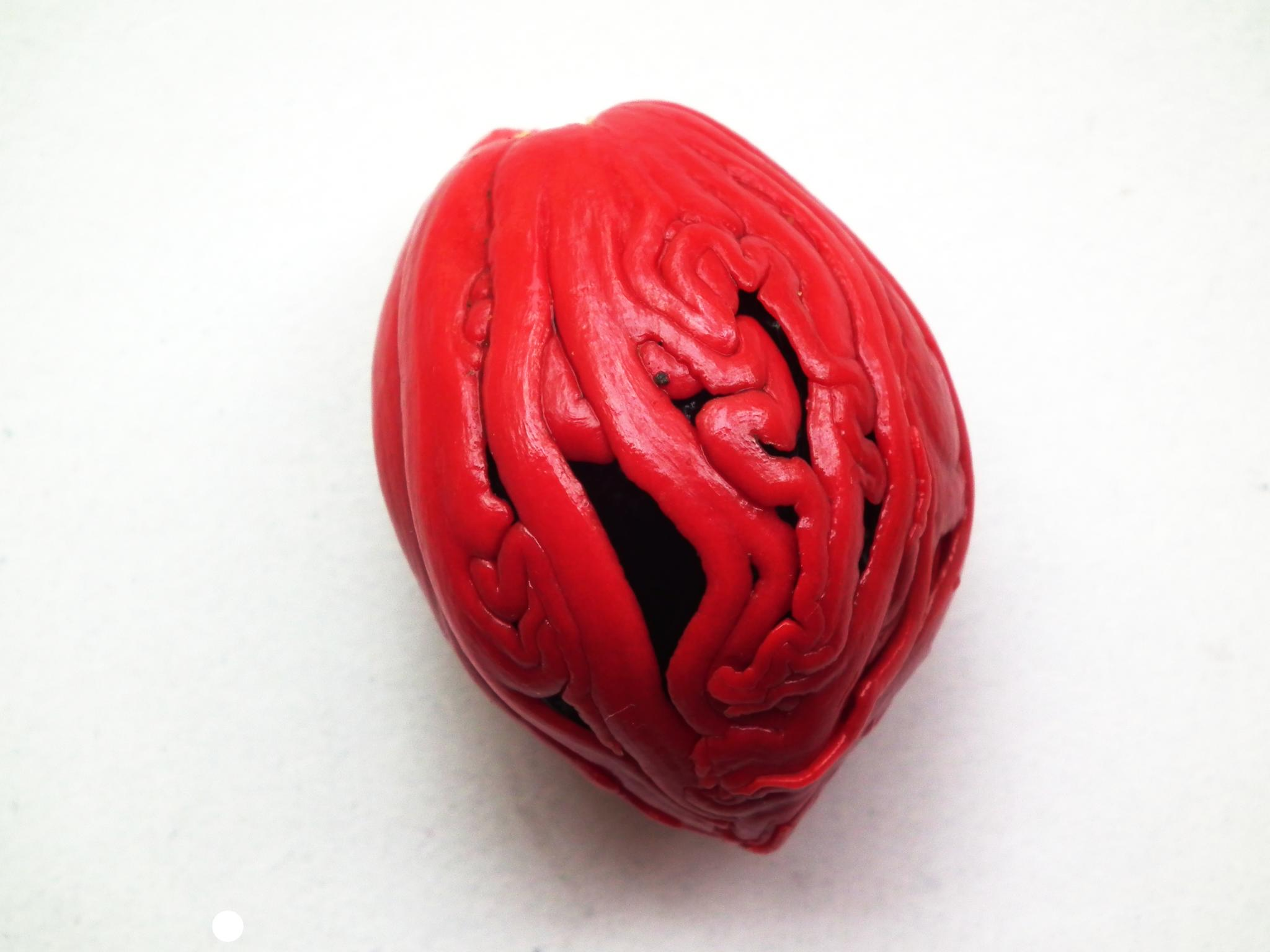
جفت جوزة الطيب

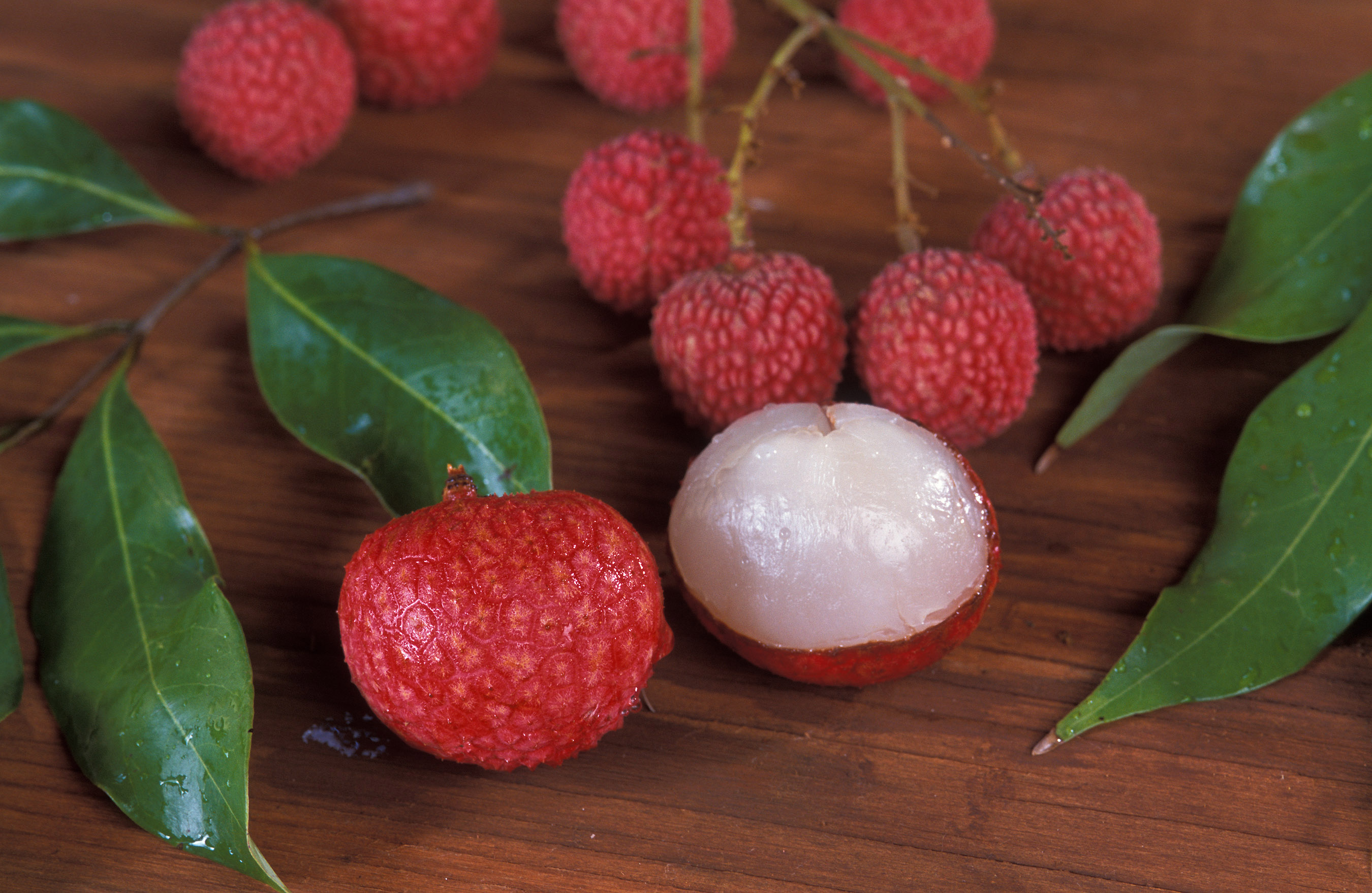
جفت يحيط بثمرة لتشي

الجِفْت أو الأَرِيل هو نتاج متخصص من البذرة التي تغطي البذرة جزئيًا أو كليًا. يُميز عنها الأريل الكاذب أو الجفت الكاذب كالتالي: ينمو الأريل من نقطة ارتباط البذرة بالمبيض (من بويضة نباتية أو hilum)، في ينمو الجفت الكاذب من نقطة مختلفة على غلاف البذرة. مصطلح أريل يطبق أحيانًا على أي ملحق سمين للبذور في النباتات المزهرة كما في بذور جوزة الطيب. غالبًا ما يكون الجفت والجفت الكاذب مغريات صالحة للأكل تشجع الحيوانات على نقل البذور وبذلك تساعد في نثرها.

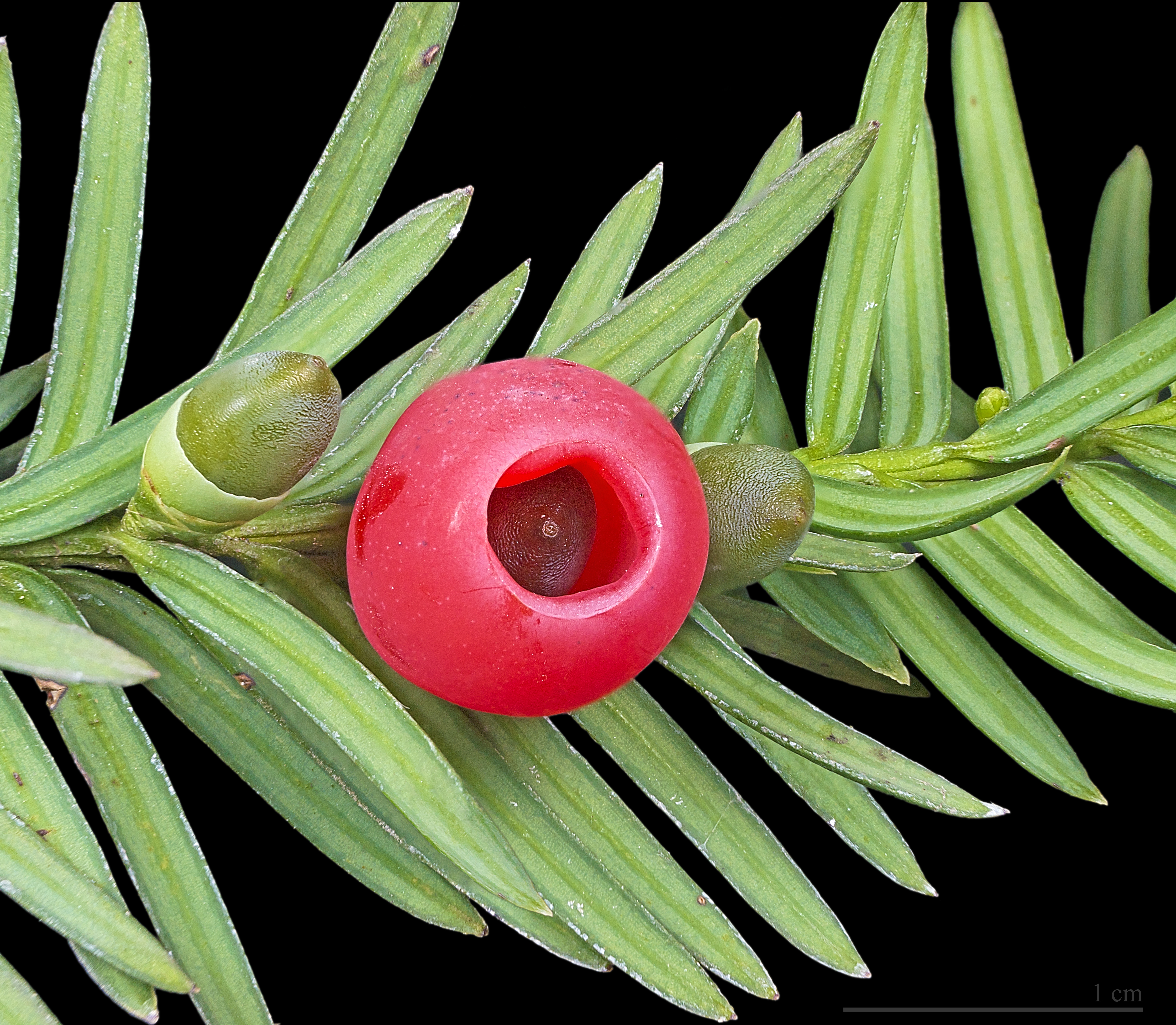
جفت بذرة طقسوس توتي